# Killdeer (Dakota del Norte)
Killdeer es una ciudad ubicada en el condado de Dunn, en Dakota del Norte, Estados Unidos. Según el censo de 2020, tiene una población de 939 habitantes.

## Geografía
La localidad está ubicada en las coordenadas 47°22′08″N 102°44′46″O / 47.36889, -102.74611 (47.368751, -102.746201)  Según la Oficina del Censo de los Estados Unidos, Killdeer tiene una superficie total de 4,80 km², de la cual 4.79 km² corresponden a tierra firme y 0.01 km² es agua.

## Demografía
Según el censo de 2020, hay 939 personas residiendo en Killdeer. La densidad de población es de 196,44 hab./km². El 83.9% son blancos, el 1.4% son afroamericanos, el 2.7% son amerindios, el 2.1% son asiáticos, el 1.7% son de otras razas y el 8.2% son de dos o más razas. Del total de la población, el 4.8% son hispanos o latinos de cualquier raza.